# Nakaji Yasui
Nakaji Yasui (安井 仲治, Yasui Nakaji), né le 15 décembre 1903 et mort le 15 mars 1942, est un des plus importants photographes japonais de la première moitié du XXe siècle.

## Biographie
Né à Osaka, Nakaji Yasui intègre le club photographique de Naniwa, dans les années 1920, puis le club photographique Tampei, en 1930.
Ses photographies couvrent un large éventail, du pictorialisme à la photographie pure, y compris les photomontages. Il apprécie tous les types et genres de photographies sans préjugé et essaye de n'en rejeter aucun, même en temps de guerre.

## Œuvres

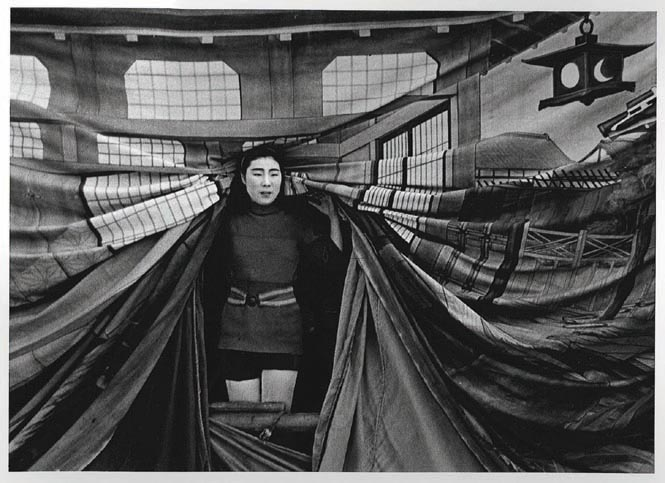
Nakaji Yasui, Circus Woman, 1940.

- Juif errant (流氓ユダヤ, Robou Judaya?) rassemble des photographies de Juifs ayant fui le nazisme pour Kōbe (Japon) dans les années 1930. Le contenu de l'album a été élaboré en collaboration avec plusieurs autres photographes du Tampei Shashin Club, tels qu'Osamu Shiihara, Kaneyoshi Tabuchi et Tōru Kōno.
- Série du Yamane Circus Group (山根曲馬団?, Yamane Kyokubadan).

## Expositions
- 5 octobre - 21 novembre 2004 : Yasui Nakaji shashin-shū : 1903-1942, Shoto Museum of Art, Shibuya (Tokyo)

puis 8 janvier - 6 mars 2005 : Nagoya City Art Museum (en), Nagoya.
Des œuvres photographiques de Nakaji Yasui ont été exposées au Hyōgo Prefectural Museum of Modern Art (1987) et au Watarium (Tokyo, 1993).